# Pedrós (partida)
Pedrós és una partida de l'Horta de Lleida, que pertany a la ciutat de Lleida. Com a principal tret característic hom hi pot trobar l'Aeròdrom d'Alfés. Limita:
- Al nord amb la partida de Vinatesa.
- A l'est amb la partida de La Cogullada.
- Al sud i a l'oest amb el terme municipal d'Albatàrrec.

|            | Vinatesa |                       |
|            |          | La Cogullada (Lleida) |
| Albatàrrec |          |                       |